# Stefano Folchetti

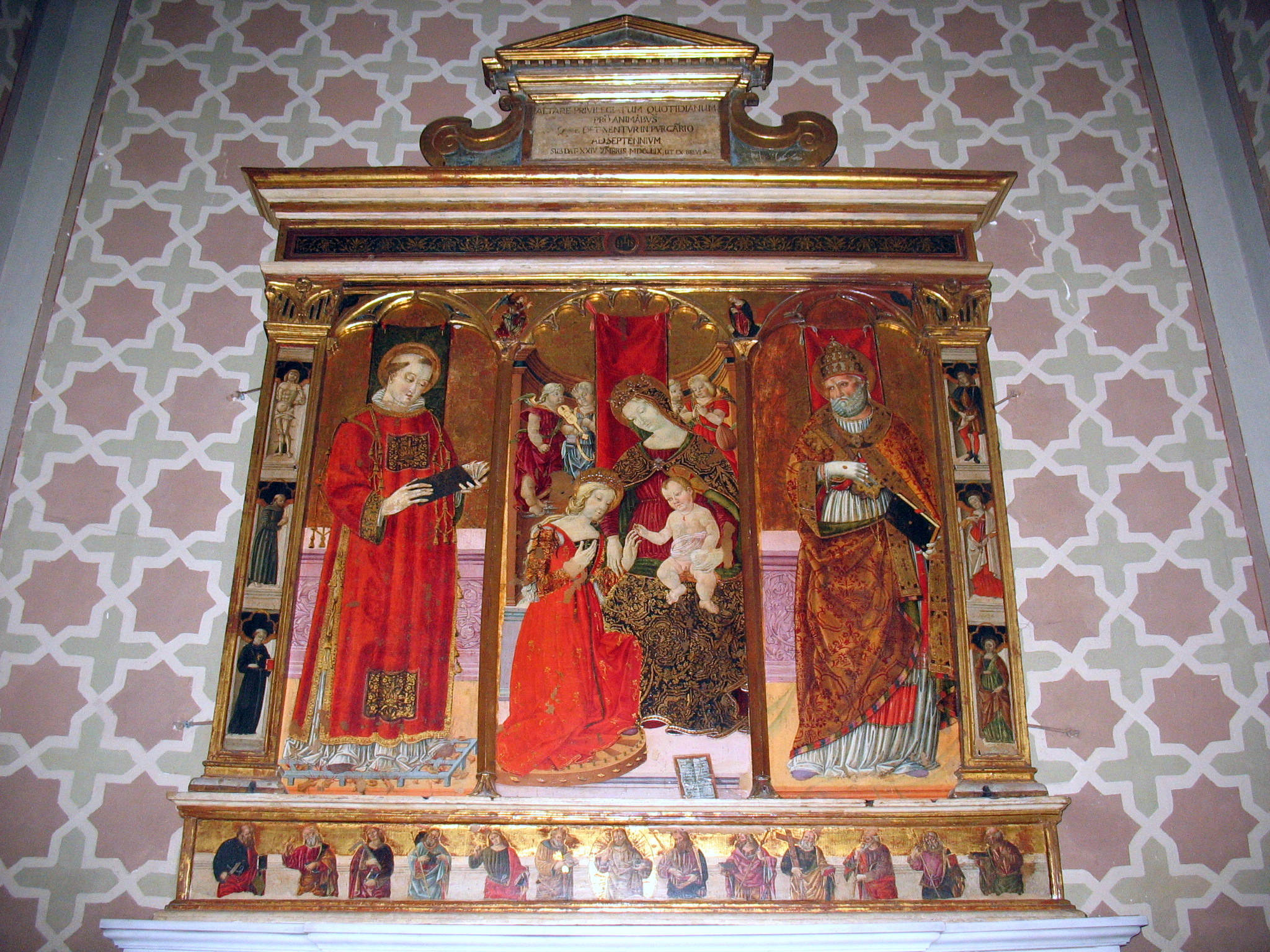
Trittico di San Lorenzo, Urbisaglia

Stefano Folchetti, in latino Stefanus Fulchitti (Morico, 1440 – San Ginesio, 1513), è stato un pittore italiano. Conosciuto anche come Stefano di San Ginesio (in latino Stefanus de Sancto Genesio) lavorò tra la fine del XV e l'inizio del XVI secolo, principalmente nelle Marche. Non essendo un pittore con grande fama, è visto sia come un "pittore delicato", sia come un artista "balordo e di poco conto".

## Biografia
Stefano Folchetti nacque Morico, una frazione di San Ginesio, nelle Marche, da Francesco Folchetti. Sconosciuto alle fonti - di lui conosciamo solamente il periodo in cui praticò la professione di pittore - la formazione artistica che seguì rimane anch'essa sconosciuta. Costretto a trasferirsi insieme alla famiglia all'interno delle mura cittadine, per via di un piano di ripopolamento nel 1457, non ebbe nessuna formazione particolare e le sue opere sembrano indicare che egli non sia mai uscito dalle Marche, infatti la sua arte riflette la complessa situazione artistica con le sue diverse correnti parallele del XV secolo. Gli unici lavori commissionati conosciuti vennero effettuati nel 1473, quando venne chiamato presumibilmente dal cardinale Latino Orsini a dipingere per l'abbazia di Fiastra, nel 1492, su commissione della Confraternita del Santissimo Rosario di Amandola, nel 1498, dove la municipalità diede ordine di dipingere per il convento di San Liberato, e nel 1500, dove alcuni ginesini gli commissionarono una serie di affreschi nella chiesa di Santa Croce.
Dai suoi dipinti è possibile capire le correnti artistiche che lui seguì, come quella delle scuole di San Severino e di Camerino. Importanti furono gli influssi di Girolamo di Giovanni, Lorenzo d'Alessandro, del "Maestro di Patullo" - pseudonimo di un pittore del XV secolo - e di Niccolò Alunno, ma le influenze più importanti per Folchetti furono quelle di Carlo e di Vittore Crivelli. Nelle sue opere i temi crivelleschi vengono rappresentati con un espressionismo ben dettagliato, alcune volte rappresentato in chiave popolaresca, accogliendo l'eleganza veneziana con un'arte rozza e l'interesse quasi neogotico per il prezioso e il decorato. A causa della mancanza di personalità e di un'elevata presenza di staticità in alcune composizioni, le sue opere risultano più arretrate rispetto ad altre dello stesso periodo. Lo storico d'arte ottocentesco, Amico Ricci, nella sua Memorie storiche delle arti e degli artisti della Marca di Ancona, scriverà che l'artista che riuscì ad avvicinarsi di più a Lorenzo e Jacopo Salimbeni, fu proprio il Folchetti.

## Opere

### Opere conservate nel comune di San Ginesio[7]
- Madonna in trono con il Bambino tra i ss. Benedetto, Rocco, Sebastiano e Bernardo (1492), prima testimonianza delle sue pitture conservata nella pinacoteca;
- Madonna in trono con Bambino, tra s. Francesco ed il beato Liberato (1498), dipinto risalente dalla chiesa di San Liberato e conservata nella pinacoteca;
- Madonna con Bambino e angeli insieme al donatore Silvestro Bosio (1506), dipinto risalente dalla chiesa di Santa Maria di Brusciano di Urbisaglia e conservato nella chiesa di San Gregorio;

### Opere conservate altrove
- Madonna con Bambino, affresco nella chiesa del Rosario di Amandola;
- Madonna con Bambino, angeli e donatori (1494), affresco nella chiesa di Santa Maria di Brusciano di Urbisaglia;
- Trittico di San Lorenzo (1507), conservato nella chiesa di San Lorenzo di Urbisaglia;

Il trittico rappresenta, sul pannello centrale, lo Sposalizio di s. Caterina, sui laterali S. Lorenzo e s. Metro e l'Annunciazione, i ss. Sebastiano, Francesco, Nicola da Tolentino, Rocco, Agata, Apollonia, e sulla predella Cristo tra i dodici apostoli.
- Crocifissione con la Vergine, s. Giovanni Evangelista e Maria Maddalena (1513), dipinto risalente dalla chiesa di San Francesco e conservato nella pinacoteca di Sarnano;
- Adorazione dei Magi, dipinto con una decorazione forte situata al Philadelphia Museum of Art;[8]
- Annunciazione ai pastori, frammento di una predella situata al Philadelphia Museum of Art.